# École militaire Souvorov d'Iekaterinbourg
L'école militaire Souvorov d'Iekaterinbourg (Екатеринбургское суворовское военное училище, ЕкСВУ), est une des écoles Souvorov de Russie. C'est un établissement d'enseignement secondaire militaire situé à Iekaterinbourg. Elle a été fondée le 19 décembre 1943 à Elets et a été transférée en 1947 à Sverdlovsk (nom d'Iekaterinbourg à l'époque) sous le nom d'école militaire Souvorov de Sverdlovsk (СвСВУ). Elle est subordonnée au commandant des forces du district militaire central. Sa devise est: « Loyauté à la patrie pour toujours - Nous avons prêté le serment du Souvorovite! »

## Histoire
Le soviet des commissaires du peuple d'URSS adopte une résolution « Sur des mesures urgentes pour rétablir l'économie dans les zones libérées de l'occupation allemande » en août 1943. C'est à partir de ce document que l'histoire de la création des écoles militaires Souvorov a commencé. En cette année de guerre, neuf écoles militaires de ce type sont formées, dont celle d'Elets de l'oblast d'Orel, à 100 km du lieu historique de la bataille de Koulikovo et dans une continuité historique avec le corps des cadets d'Oriol, fondé en 1843 et supprimé en 1917. Le premier directeur est le major général Alexeï Kouzmine, qui démarre l'école à partir de presque rien, mais avec 514 cadets. L'année scolaire commence le 1er décembre 1943 et le drapeau rouge lui et confié le 19 décembre suivant, date choisie pour celle de sa fondation.

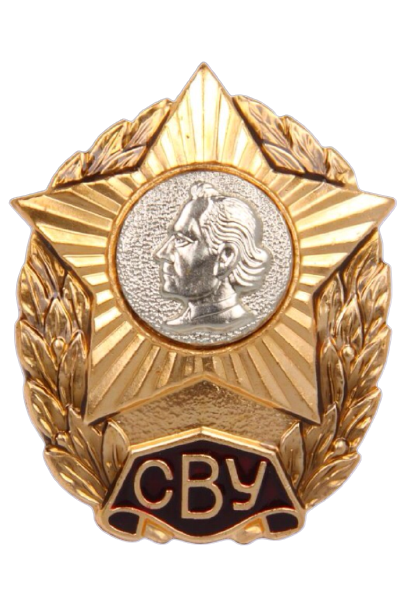
Insigne de poitrine des diplômés de l'école Souvorov.

Les cadets de l'école sont admis à participer au défilé du Jour de la Victoire de 1945 sur la place Rouge et à celle du 7 novembre. Cette tradition perdure de nos jours. L'école est transférée le 8 septembre 1947 à Sverdlovsk (Iekaterinbourg). Les premiers diplômés sortent en 1948.
Un buste du Héros de l'Union soviétique Mikhaïl Odintsov est inauguré sur la place d'armes de l'école, le 26 avril 1953.
En mai 1953, l'école militaire Souvorov de Sverdlovsk est réorganisée en école d'officiers Souvorov de Sverdlovsk. En effet, les élèves ayant terminé dix classes et reçu un enseignement secondaire peuvent poursuivre leurs études en première année de bataillon d'infanterie, pour recevoir un diplôme de l'école en tant qu'officiers. Ils sont 100 en 1954 avec le grade de lieutenant. La dernière promotion avec 69 jeunes officiers est constituée en 1958. En janvier 1958, l'école reprend son nom précédent.

## L'école en Russie
Dès les années 1990, l'école se classe dans les meilleures des écoles Souvorov. Les promotions comptent environ 600 cadets et certains méritent différentes bourses d'études.
Beaucoup au cours de leurs études deviennent membres des équipes nationales de l'école dans divers sports, candidats et maîtres de sport, défendant l'honneur de l'école lors de compétitions municipales, régionales et de district. L'école est traditionnellement la championne des Spartakiades d'été et d'hiver des écoles Souvorov et du corps de cadets du district militaire central.
L'établissement dispose d'une excellente base pédagogique et matérielle et technique, qui offre des conditions optimales pour l'étude, la vie et le développement intellectuel et physique. Une attention particulière est portée au développement intellectuel et esthétique : visites des théâtres et des musées de la ville, excursions dans les lieux pittoresques de la région, promenades dans la ville afin de se familiariser avec l'architecture et les monuments historiques, rencontres avec des écrivains, des poètes, des artistes, des personnes célèbres.
Le 22 février 2022, a lieu l'inauguration à l'entrée de l'école d'une composition sculptée dédiée aux héros du film Les Officiers.

Galerie
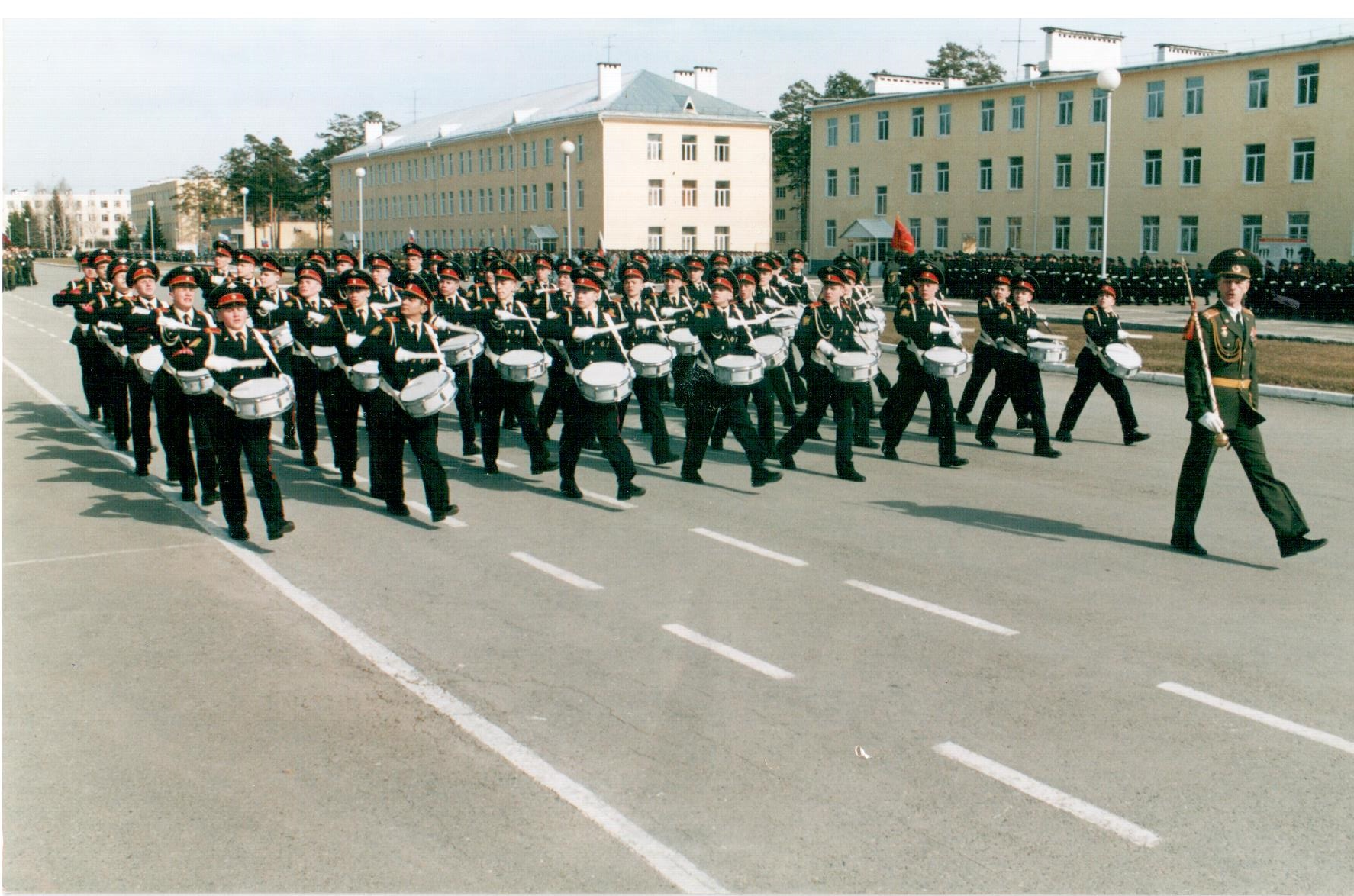
Tambours de la 3e compagnie des Souvorovites lors d'une répétition le 28 avril 2006.
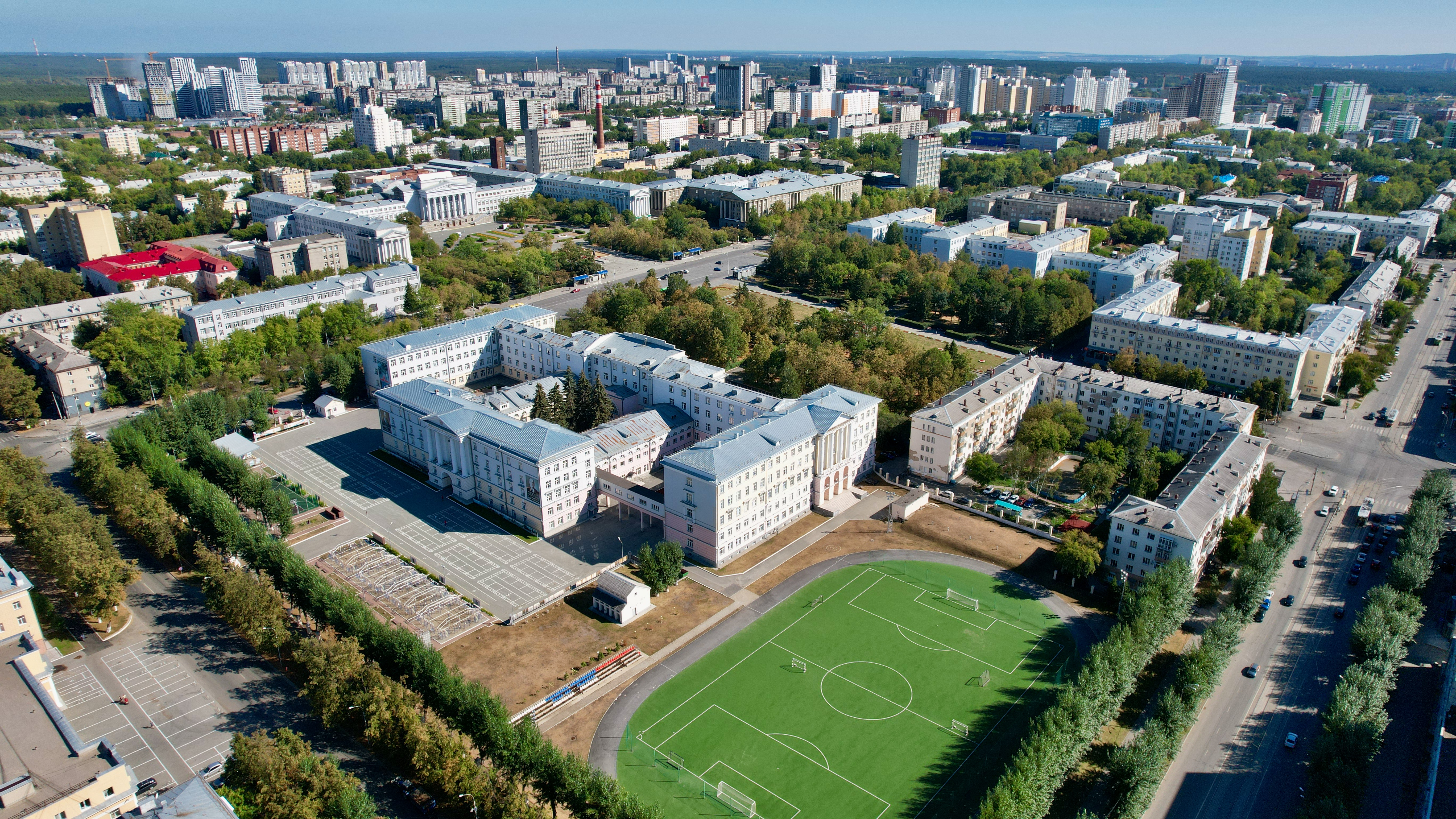
Vue aérienne.
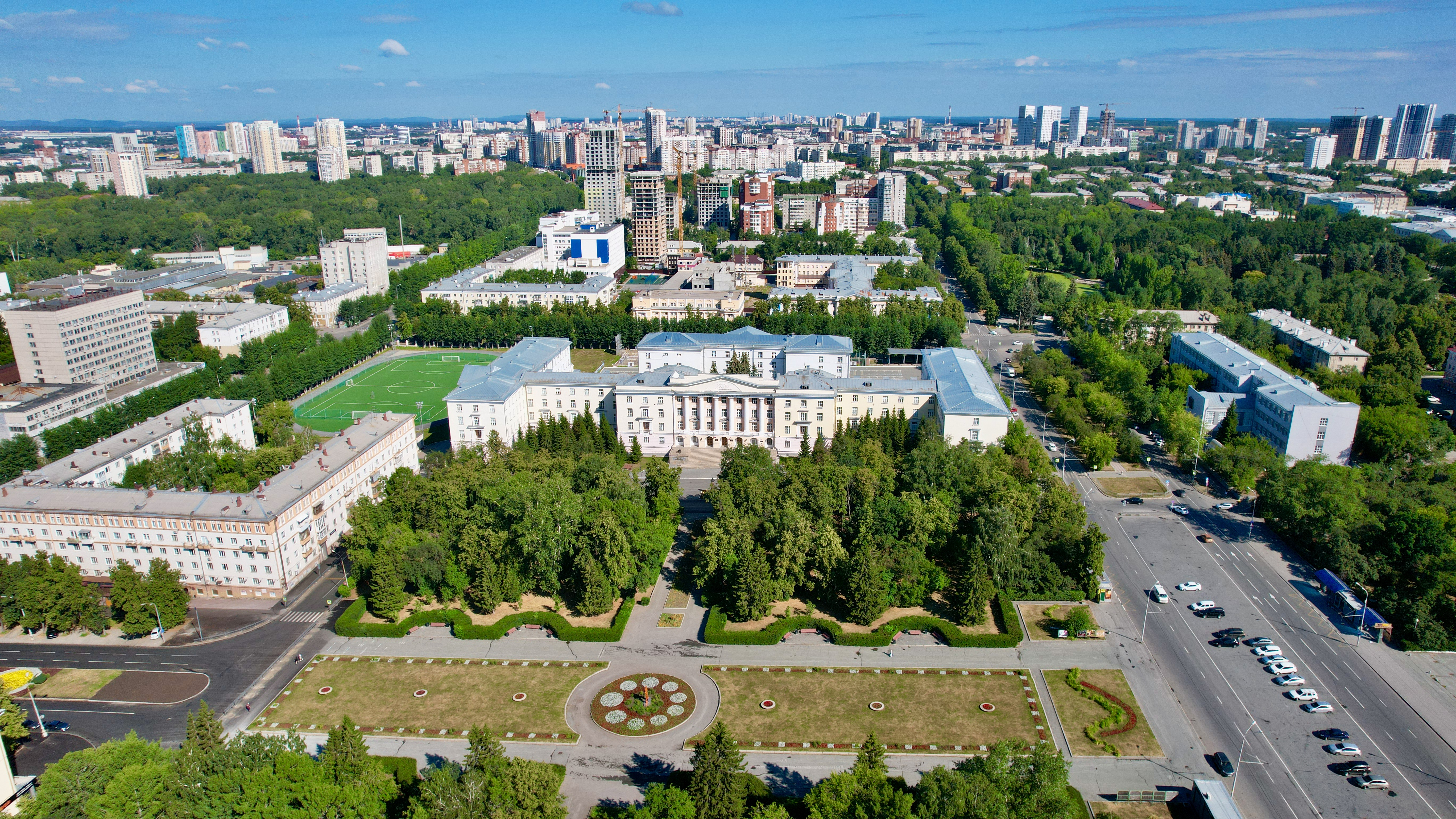
Vue de l'école Souvorov.
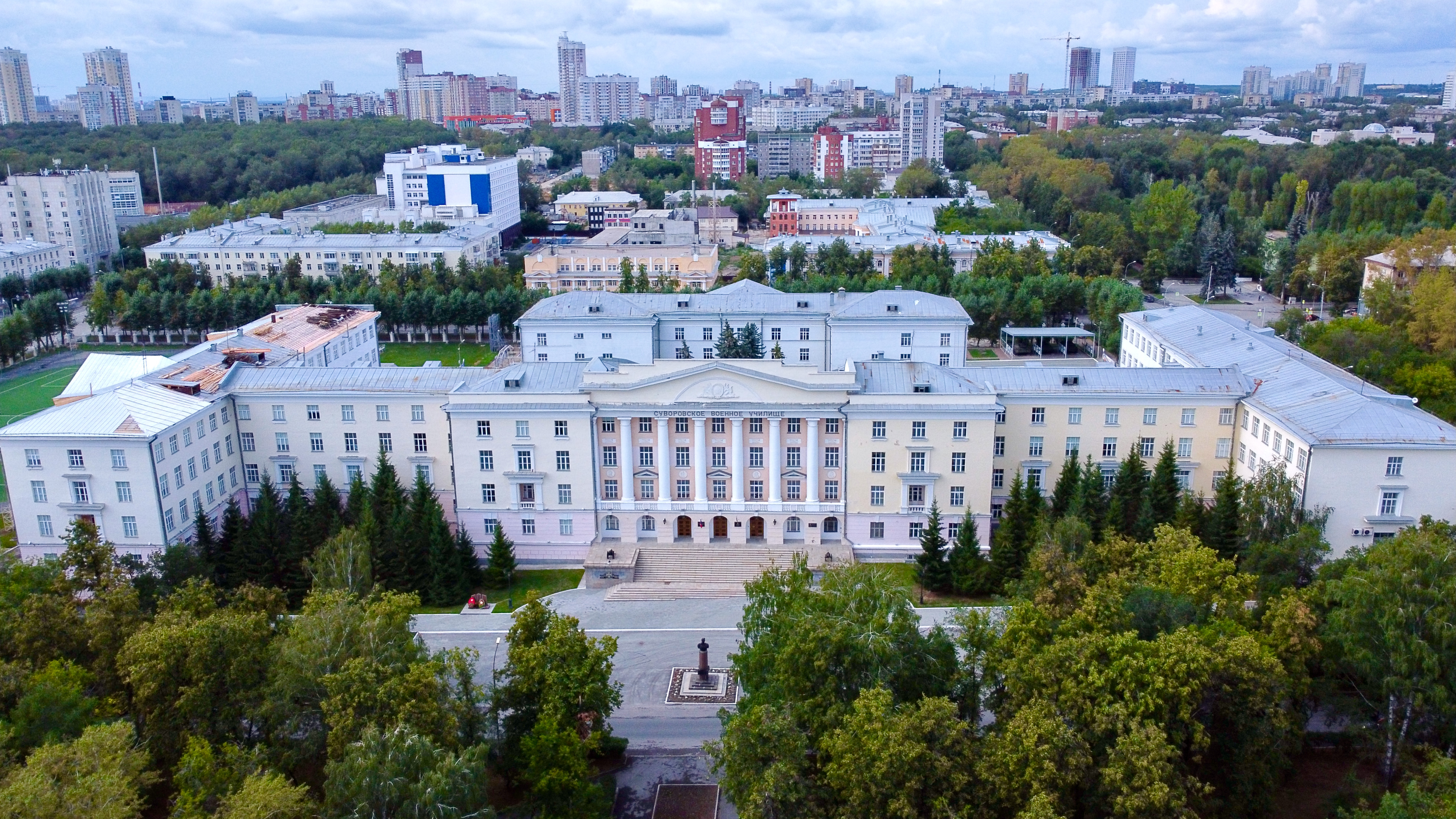
Façade d'honneur.

## Directeurs
- Major général Alexeï Kouzmine (1943-1945)
- Major général Akim Viazanitchev (1945-1946)
- Major général Alexandre Afanassiev (1946-1948)
- Lieutenant général Mikhaïl Siyazov (1948-1950)
- Major général Ivan Dolgov (1950-1953)
- Major général Gueorgui Preobrajenski (1954-1955)
- Major général Nikolaï Semionov (1955-1958)
- Major général Grigori Kobelnitchenko (1958-1960)
- Major général Ivan Danilovitch (1961-1962)
- Major général Mikhaïl Tikhontchouk(1963-1968)
- Major général Stepan Samarkine (1968-1973)
- Major général Gavriil Kalinine (1973-1978)
- Major général Grigori Gavriouchine (1978-1985)
- Major général Anatoli Petrov (1985-1999)
- Colonel Vladimir Iakovlev (1999-2007)
- Colonel Iouri Zatonatski (2007 - aujourd'hui)

Jubilé des 75 ans de l'école Souvorov.
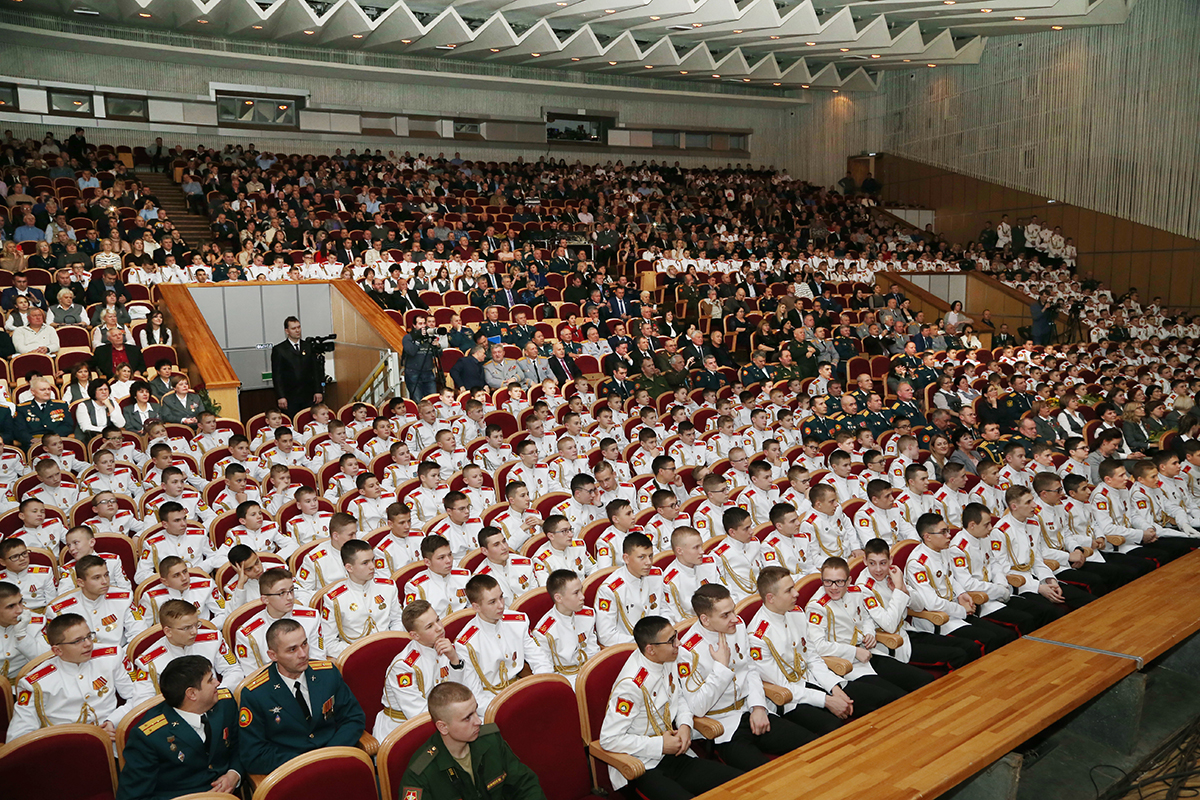
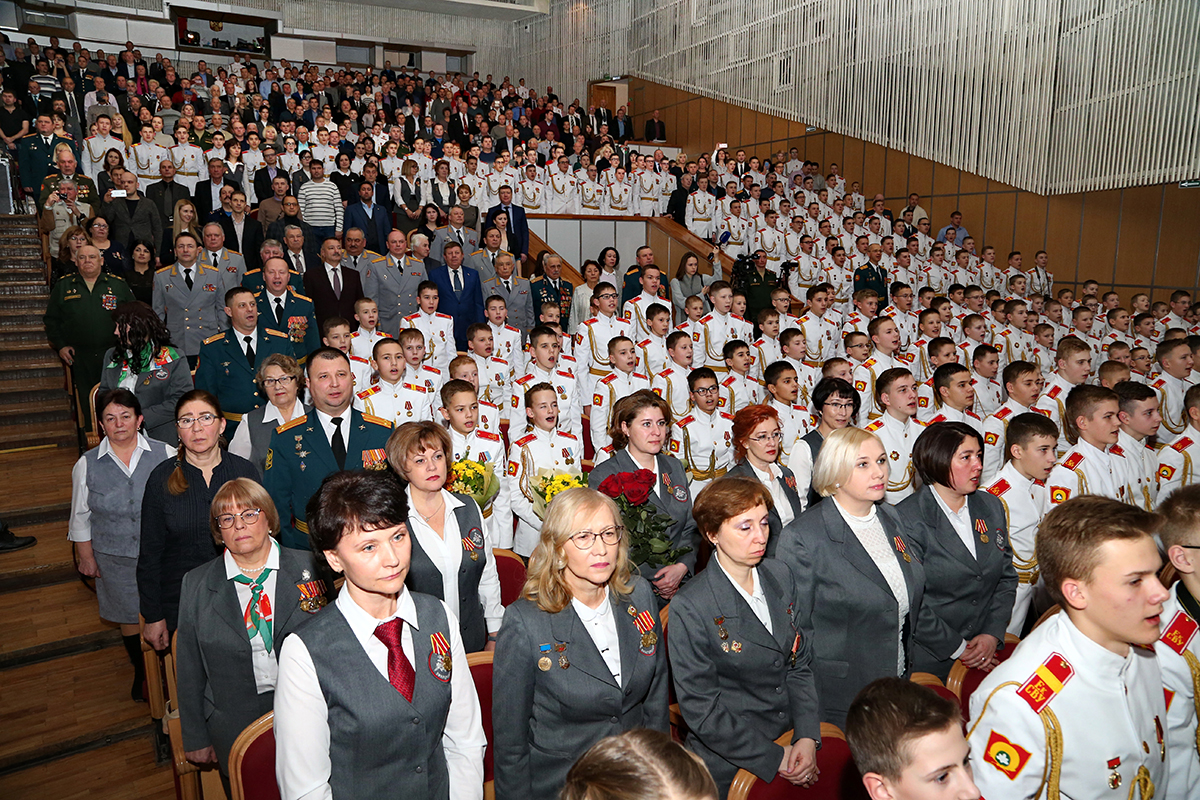
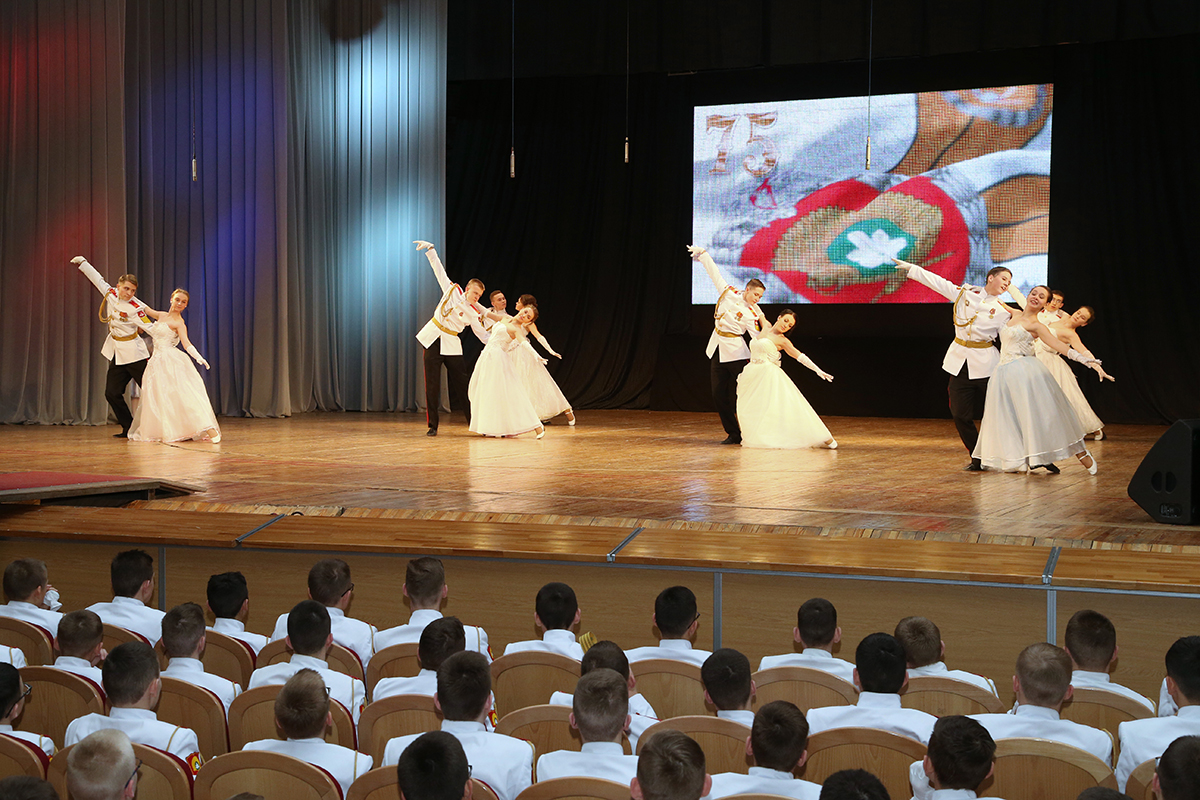
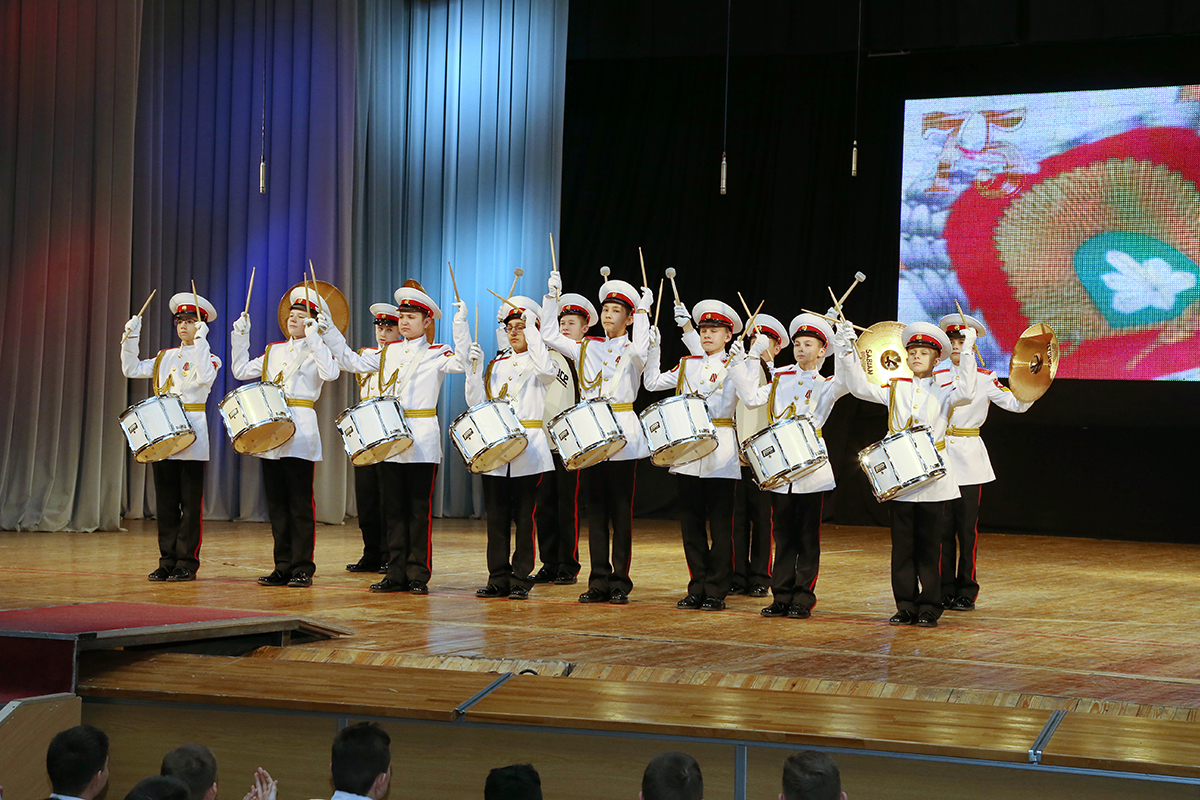
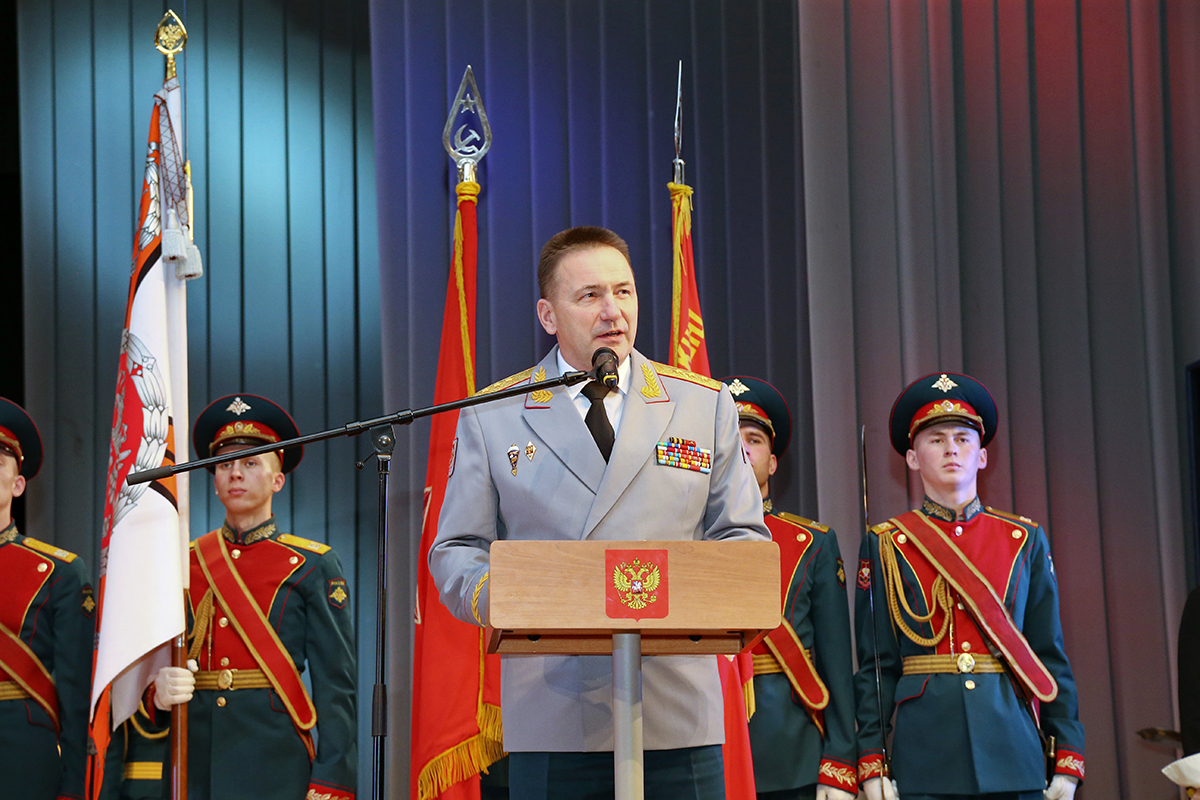

## Diplômés notables
- Oleg Pechkov (1970-2015), promotion 1987. Héros de la fédération de Russie. Chef de la sécurité des vols du Centre d'aviation de Lipetsk. Le 24 novembre 2015, son avion a été abattu par un chasseur turc au-dessus du Mont Turkmène. En conséquence, Oleg Pechkov est tué. Un an après sa mort, une plaque commémorative est installée sur le bâtiment de l'école, et le héros est définitivement inscrit à la liste du personnel de la cinquième compagnie.